# Celinów (Mińsk)
Pour les articles homonymes, voir Celinów.
Celinów (prononciation : [t͡sɛˈlinuf]) est un village polonais de la gmina de Dębe Wielkie dans le powiat de Mińsk de la voïvodie de Mazovie dans le centre-est de la Pologne.
Il se situe à environ 4 kilomètres au sud de Dębe Wielkie (siège de la gmina), 8 kilomètres à l'ouest de Mińsk Mazowiecki (siège du powiat) et à 33 kilomètres à l'est de Varsovie (capitale de la Pologne).
Le village compte une population de 177 habitants en 2013.

## Histoire
De 1975 à 1998, le village appartenait administrativement à la voïvodie de Siedlce.